# ユグ語
ユグ語（ユグご、Yugh）は、エニセイ語族に属す言語である。ユグ人によって話されていた。ケット語と近縁であり、中央シベリアのエニセイ川流域に分布した。かつてはケット語の方言とみなされており、Sym Ket または Southern Ketと呼ばれていたが、ケット人は別言語と考えていた。1990年代初頭までに、流暢な話者は2、3人にまで減少し、実質的に消滅した。2010年の国勢調査では、ユグ人は1人しか残っていない。

## 参考
- Vajda, Edward J., Yeniseian Peoples and Languages : A History of Yeniseian Studies with an Annotated Bibliography and a Source Guide, Curzon Press: 2002 ISBN 0-7007-1290-9.